# Calosota aestivalis
Calosota aestivalis är en stekelart som beskrevs av Curtis 1836. Calosota aestivalis ingår i släktet Calosota och familjen hoppglanssteklar. Arten är reproducerande i Sverige. Inga underarter finns listade.